# Przekładnia hydrauliczna
Przekładnia hydrauliczna - szczególny rodzaj przekładni,
w której wejściowa energia mechaniczna przekazywana jest na wyjście, z pośrednimi etapami przemiany energii mechanicznej na hydrauliczną, a następnie hydraulicznej na mechaniczną. Przekładnia hydrauliczna jest mechanizmem składającym się z dwóch maszyn hydraulicznych.
Przekładnie hydrauliczne dzielą się na:
- przekładnie hydrokinetyczne
- przekładnie hydrostatyczne